# Munacia Plancina
Munacia Plancina  (m. 33) fue una dama romana del siglo I, gran amiga de Livia, quien intercedió por ella cuando fue llevada a juicio en el año 20 tras la muerte de Germánico. Se suicidó años después cuando resurgieron las acusaciones contra ella.

## Familia
Plancina fue miembro de los Munacios Plancos, una familia de rango consular de la gens Munacia. Fue hermana de Lucio Munacio Planco, nieta del censor Lucio Munacio Planco y esposa de Cneo Calpurnio Pisón.

## Siria
Acompañó a su marido a Siria, adonde este había sido enviado en calidad de legado. Según Tácito, Livia, de la que Plancina era muy amiga, había ordenado a esta que mantuviera vigilada a Agripina la Mayor para evitar que se repitiesen los pasados hechos del puente del Rin en los que Agripina tuvo un papel destacado. Sin embargo, Plancina llevó más lejos este encargo al denigrar en público a Agripina siempre que podía. Este desprecio, y las desavenencias surgidas entre los maridos de ambas, condujo a la enemistad entre las dos mujeres.

## Juicio
La muerte de Germánico, esposo de Agripina, estuvo acompañada de rumores que acusaban a Pisón y Plancina de haberlo envenenado, amplificados por sus públicas celebraciones, a pesar de que ambos habían abandonado Siria cuando Germánico enfermó. Tácito dice que en esas fechas Plancina abandonó el luto que seguía por la muerte de su hermana. Regresaron a Roma a principios del año 20 y al día siguiente Pisón fue acusado de extorsión, traición y asesinato, cargos que también se extendieron a Plancina. Aunque al principio Plancina se mantuvo al lado de su marido, buscó el apoyo de Livia y se distanció de aquel cuando se vio que la condena de este era inevitable.
Pisón se suicidó antes de concluir el juicio  y dejó una carta de despedida en la que no mencionaba a Plancina. Esta tuvo que defenderse en persona ante el Senado y evitó la condena gracias a la intervención de Tiberio y la intercesión de Livia. Según el Senatus Consultum de Cn. Pisone Patre, no fue absuelta de los cargos, pero se decidió no aplicar la condena.

## Suicidio
La muerte de Livia dejó a Plancina sin protectora. En el año 33, tras la muerte de su rival Agripina, se suicidó cuando resurgieron las acusaciones que habían recaído sobre ella en el juicio del año 20.